# TV STOP
TV STOP var en dansk lokal tv-station, der sendte i København på Kanal København. 
Stationen blev grundlagt i 1987 som en forening, hvis medlemmer havde tilknytning til det venstreorienterede miljø, herunder Christiania, de autonome og bz-bevægelsen. Økonomisk var stationen bl.a. finansieret af bidrag fra fonde, særligt Enkefru Plums Støttefond, offentligt tilskud til personer i aktivering og salg af optagelser til andre tv-stationer. Den første udsendelse blev sendt i 1990, og lige fra begyndelsen var stationens programmedarbejdere frivillige. Fra 1997 modtog stationen offentligt tilskud som følge af medieforliget.
I forbindelse med 18. maj-urolighederne på Nørrebro i 1993 spillede TV STOP en væsentlig rolle, da stationen med egne optagelser viste, at centrale dele af Københavns Politis redegørelse om sin handlen i sagen ikke hang sammen. Pressen fik herefter fokus på, at politiet havde skudt demonstranterne ned. 
Stationen ophørte med at sende i januar 2006, hvor sendetider og udstyr blev overdraget til stationen tv-tv.
Nyhedsmediet Modkraft.dk beretter d. 2. april 2012, at TV Stop genopstår på internettet, med tilgængeligt arkivmateriale fra mere end 2.500 timers udsendelser.